# Прикордонний парк Великий Лімпопо
Прикордонний парк Великий Лімпопо (англ. Great Limpopo Transfrontier Park) — парк площею 37 572 км², який знаходиться в процесі формування. Він з'єднає Національний парк Лімпопо в Мозамбіку, Національний парк Крюгер в Південно-Африканській Республіці, Національний парк Гонарежу, природний заповідник Маньїньї і Сафарі-парк Маліпаті в Зімбабве, а також район між парками Крюгер і Гонарежу в Південній Африці та в Зімбабве.

## Історія
10 листопада 2000 року був підписаний меморандум про створення прикордонного парку Крюгер-Гонарежу. У жовтні 2001 року назва була змінена на прикордонний парк Великий Лімпопо. 9 грудня 2002 року глави держав, на території яких формується парк, підписали угоду про його створення.
Згідно з новими планами площа парку повинна збільшитися до 99 800 квадратних кілометрів.
Парк буде охоплювати такі території:
- Національний парк Крюгер (ПАР, близько 18989 км²)
- Район Макулеке (близько 240 км²)
- Національний парк Лімпопо (Мозамбік, близько 10000 км²)
- Національний парк Баньїне (Мозамбік, близько 7000 км²)
- Національний парк Зінаве (Мозамбік, близько 6000 км²)
- Слоновий заповедник Мапуто (Мозамбік, близько 700 км²)
- Національний парк Гонарежу (Зімбабве, близько 5053 км²)
- Природний заповідник Маньїньї (Зімбабве)
- Сафарі-парк Маліпаті (Зімбабве)
- Сафарі-парк Сенгве (Зімбабве)

## Фауна
Парк включає в себе широкий спектр диких тварин, в тому числі таких ссавців, як слон саванний, південний білий носоріг, південноафриканський жираф, гну блакитний, пардус африканський, трансваальський лев, південноафриканський гепард, мангуста та гієна плямиста.

## Галерея

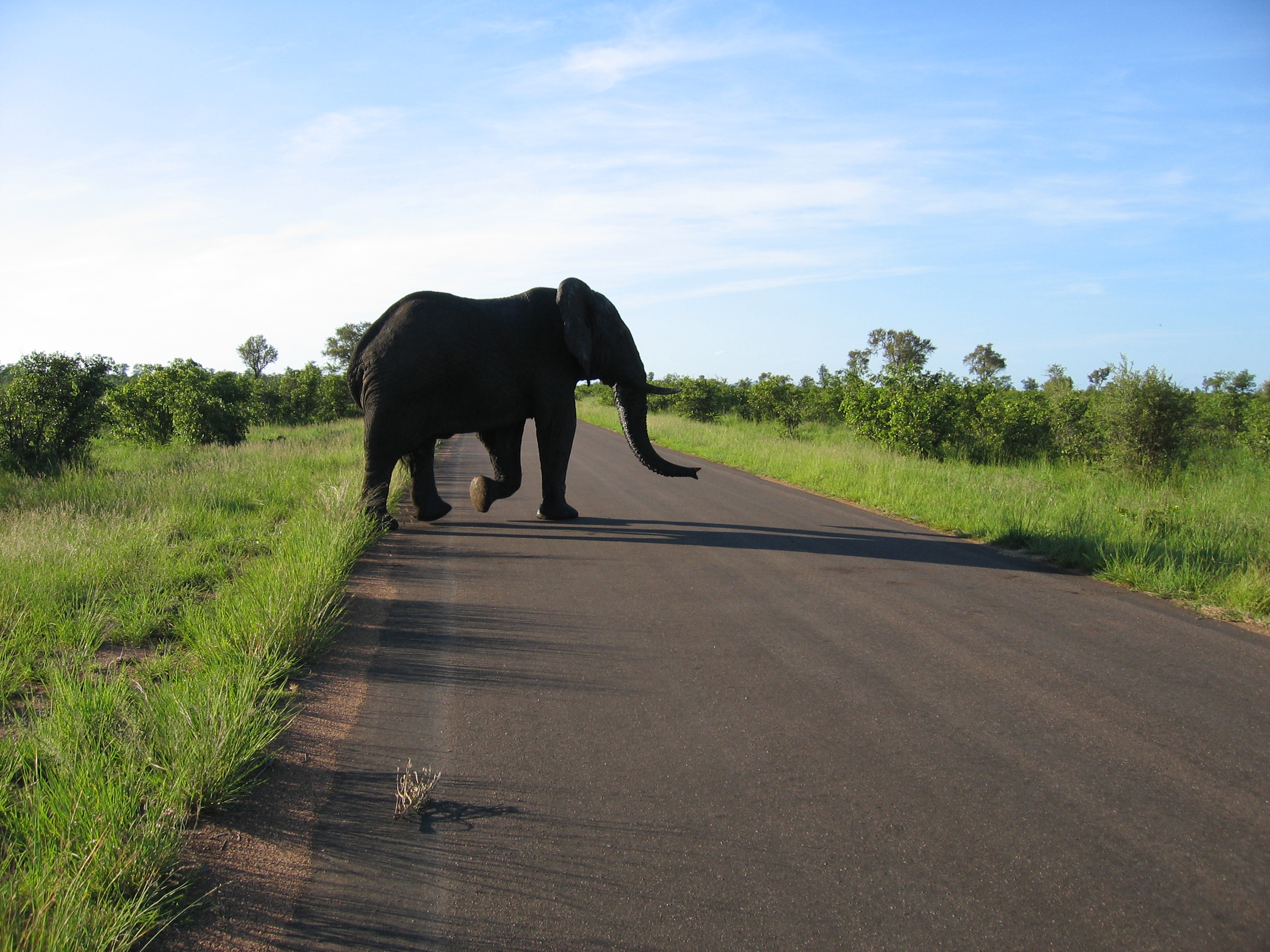
Слон в національному парку Крюгер
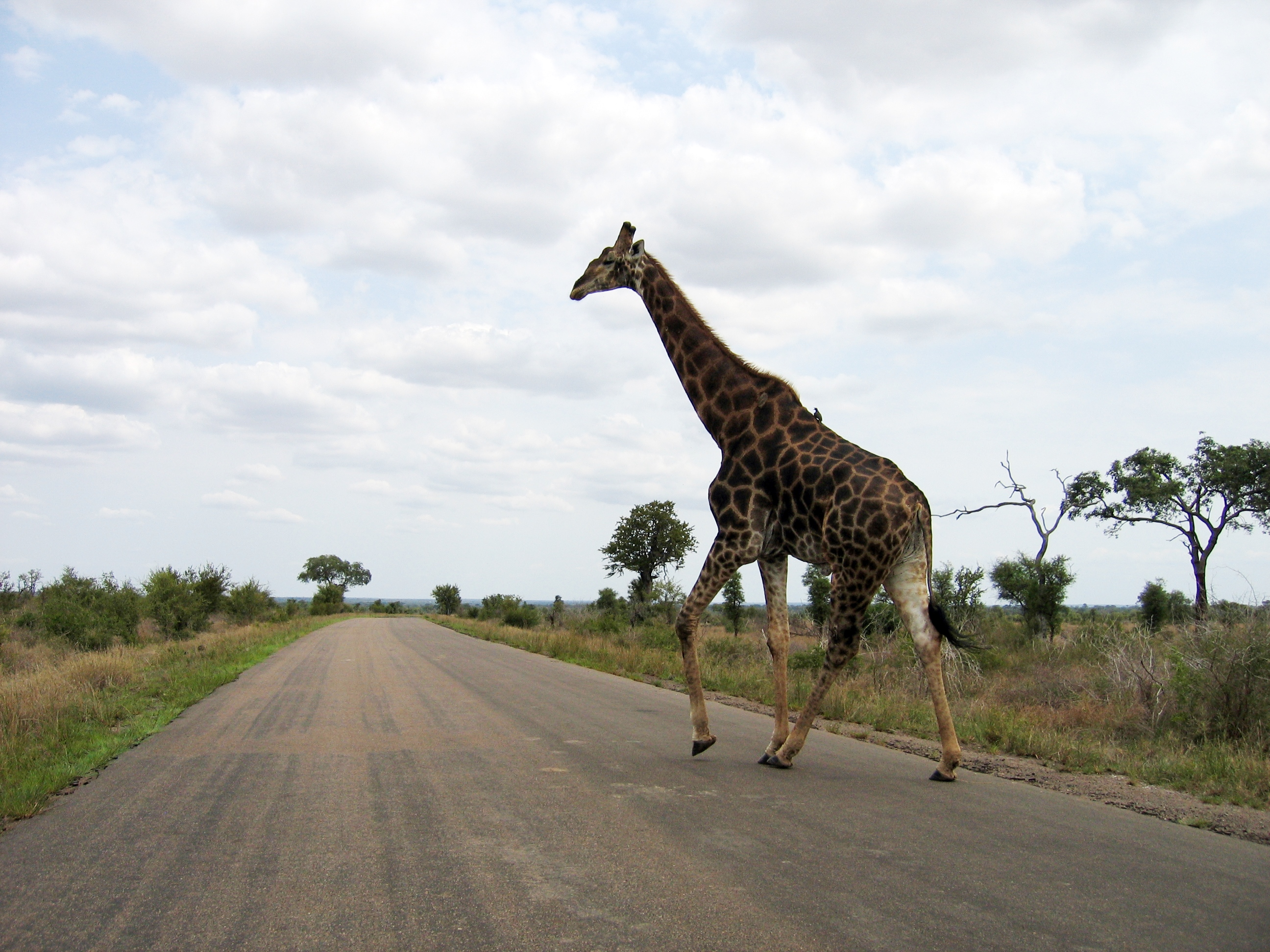
Жирафа в національному парку Крюгер
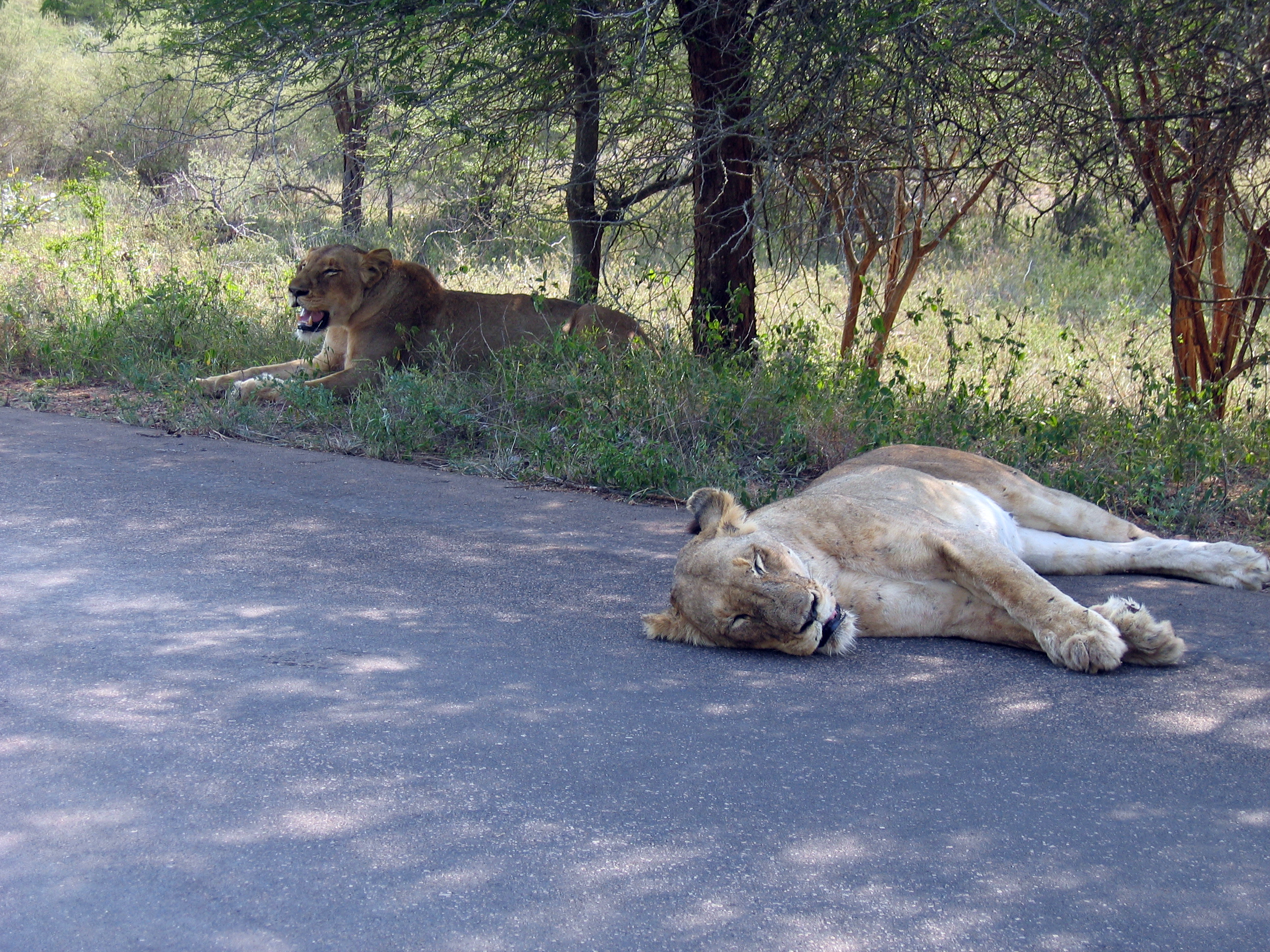
Леви в національному парку Крюгер